# Jean Goujon

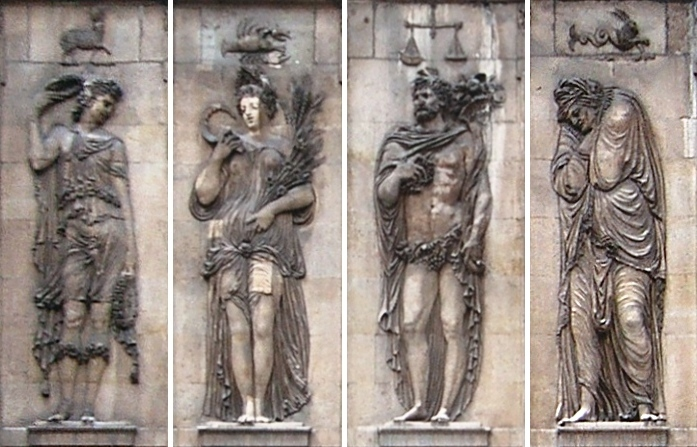
As quatro estações, c.1547. Museu Carnavalet

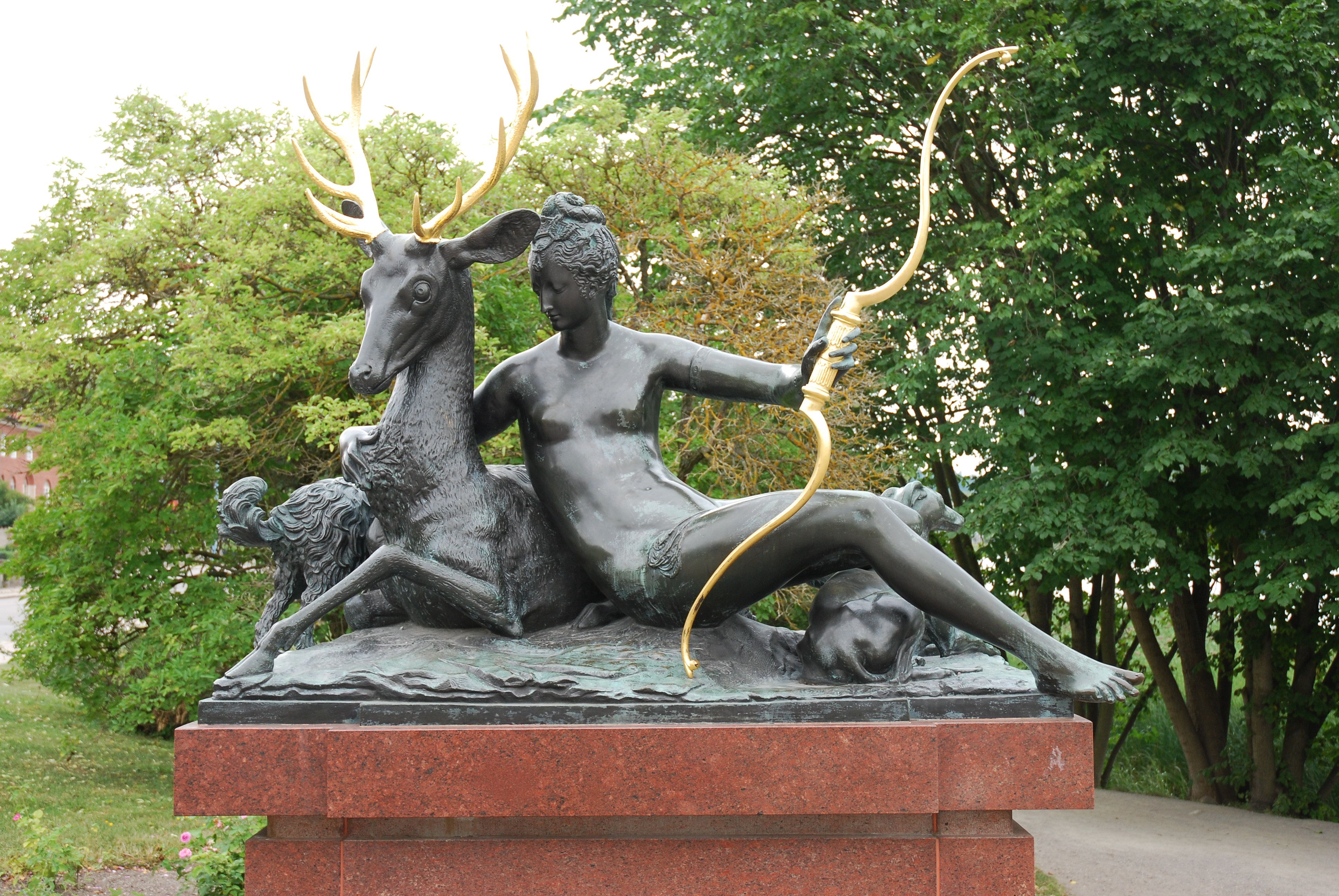
Diana, cópia moderna, Nobelparken, Estocolmo

Jean Goujon (Normandia ?, c. 1510 - Bolonha, depois de 1572) foi um escultor e arquiteto francês, uma das maiores figuras do Maneirismo francês.
Pouco se sabe sobre sua juventude. Seu primeiro trabalho documentado foram decorações na igreja de Saint-Maclou entre 1541 e 1542. Na Catedral de Rouen realizou o monumento a Louis de Brezé, antes de ir para Paris, onde colaborou com o arquiteto Pierre Lescot esculpindo um púlpito para a Igreja de Saint-Germain-l'Auxerrois, destruído no século XVIII, mas cujos relevos se conservam no Museu do Louvre. Entre 1544 e 1547 esteve envolvido com trabalhos no Château d'Écouen, e em 1547 se tornou o escultor do rei Henrique II (tendo criado a criando a Fontaine des Innocents como parte da decoração da cidade para comemorar a entrada do rei). Goujon também passou a trabalhar no Château d'Anet.
Suas obras mais famosas são as decorações que realizou em parceria com Lescot para a extensão oeste do Palácio do Louvre entre 1555 e 1562. Em 1562, sendo huguenote, teve de fugir para a Itália em função das perseguições religiosas. Seu estilo foi uma forte influência na Escola de Fontainebleau e, embora eclipsado no Barroco, voltou a ser apreciado pelos neoclassicistas.